# Латекс
Латексът е колоидна емулсия или суспензия на частиците на синтетичния или натуралния каучук във водна фаза.
Естественият латекс представлява млечна течност, подобна на мъзга, произвеждана от 10% от всички цъфтящи растителни видове (покритосеменни). Емулсията съдържа белтъци, алкалоиди, скорбяла, захари, мазнини, танини и смоли, които се сгъстяват под въздействието на въздух. Обикновено се отделят след нараняване на тъканта на растението. При повечето растения латексът е бял, но може да има жълт, оранжев или червеникав оттенък. Терминът латекс се използва от XVII в. за течната субстанция в растенията. Тя служи основно като защита на растенията срещу тревоядни насекоми. Латексът не бива да се бърка с мъзга; той е различна субстанция, отделно произвеждана и със собствени функции.
За промишлеността има най-голямо значение латексът, произвеждан от каучуковото дърво Hevea brasiliensis.
Изкуственият латекс се произвежда от синтетичен каучук или подобен полимер. Добива се синтетично чрез полимеризиране на мономер като стирен (винил бензен), който се емулгира с повърхностно-активни вещества.
Думата латекс се използва също така и за естествения латексов каучук, и по-точно за невулканизарания каучук. Такъв е случаят с изделия като латексови ръкавици, латексови презервативи и латексови облекла. Много хора са алергични към каучуков латекс.

## Приложения
- Думата „латекс“ също така се отнася до приложението на емулсията като еластичен материал за облекло. Облеклото от латекс прилепва плътно към тялото, създавайки усещане за „втора кожа“.
- Латексът се използва в производството на бои, лепила, покрития и добавки за цимент.
- От латекс се правят и едни от най-добрите матраци и възглавници.
- Използва се при производството на презервативи, ръкавици, ластици и още над 5000 продукта, при които е важна еластичността.